# Елисеев, Матвей Павлович
Матве́й Па́влович Елисе́ев (род. 31 марта 1993, Зеленоград, Москва) — российский биатлонист, бронзовый призёр чемпионата мира 2019 года в эстафете, чемпион Европы 2016 года в смешанной эстафете, чемпион Европы 2020 года в спринте. Заслуженный мастер спорта России (2019).

## Биография
Начинал заниматься биатлоном у своего отца Павла Елисеева. Матвей — призёр чемпионатов мира среди юниоров по биатлону (2014) и летнему биатлону (2014),
На уровне взрослых неоднократно становился призёром этапов кубка IBU. В марте 2015 года впервые одержал победу на этапе Кубка IBU, проходившем в канадском Кэнморе, выиграв индивидуальную гонку. В общем зачёте Кубка IBU 2014/15 занял девятое место.

### Кубок мира
7 февраля 2015 года дебютировал с составе сборной России в спринтерской гонке на этапе Кубка мира в Нове-Место в Чехии (17-е место).
9 декабря 2016 года в спринте в Поклюке впервые попал в 10-ку лучших на этапе Кубка мира (10-е место). На следующий день, 10 декабря, в гонке преследования занял 7-е место. 11 декабря 2016 года дебютировал в составе эстафетной команды. 18 декабря 2016 года в масс-старте Нове-Место финишировал 6-м.
1 декабря 2019 года на этапе Кубка мира в Эстерсунде в спринтерской гонке занял третье место, отстрелявшись на ноль и уступив только братьям Бё из Норвегии. Для 26-летнего Елисеева это стало первым в карьере личным подиумом на этапах Кубка мира. Также в сезоне 2019/20 дважды занимал 4-е место в спринте в Оберхофе и Хохфильцене.

## Спортивная карьера

### Юниорские и молодёжные достижения
| Год  | Место проведения | Возраст | Инд | Спр | Пр | Эст |
| ---- | ---------------- | ------- | --- | --- | -- | --- |
| 2014 | ЮЧМ Преск Айл    | U21     | —   | 5   | 7  | 3   |

## Сводная статистика в Кубке мира
| #  | Дата            | Место      | Вид      | Стрельба | Сек   | Победитель | Примечания |
| -- | --------------- | ---------- | -------- | -------- | ----- | ---------- | ---------- |
| 1. | 11 декабря 2016 | Поклюка    | Эстафета | 1+4 0+0  | +15.7 | Франция    | Кубок мира |
| 2. | 11 января 2017  | Рупольдинг | Эстафета | 0+0 0+0  | +5.1  | Норвегия   | Кубок мира |

| #  | Дата           | Место        | Вид спринт        | Стрельба | Сек   | Победитель  | Примечания     |
| -- | -------------- | ------------ | ----------------- | -------- | ----- | ----------- | -------------- |
| 1. | 16 марта 2019  | ЧМ-Эстерсунд | Эстафета (1 этап) | 0+0 0+2  | 0.0   | Норвегия    | Чемпионат мира |
| 2. | 1 декабря 2019 | Эстерсунд    | Спринт            | 0        | +19.9 | Йоханнес Бё | Кубок мира     |
| 3. | 23 января 2020 | ЧМ-Антхольц  | Эстафета (2 этап) |          |       |             | Чемпионат мира |

### Результаты выступлений
| 2020/2021Итоги | 2020/2021Итоги | Контиолахти | Контиолахти | Контиолахти | Контиолахти | Контиолахти | Хохфильцен | Хохфильцен | Хохфильцен | Хохфильцен | Хохфильцен | Хохфильцен | Оберхоф | Оберхоф | Оберхоф | Оберхоф | Оберхоф | Оберхоф | Оберхоф | Антхольц | Антхольц | Антхольц | ЧМ Поклюка | ЧМ Поклюка | ЧМ Поклюка | ЧМ Поклюка | ЧМ Поклюка | ЧМ Поклюка | ЧМ Поклюка | Нове-Место | Нове-Место | Нове-Место | Нове-Место | Нове-Место | Нове-Место | Нове-Место | Эстерсунд | Эстерсунд | Эстерсунд |
| Очков          | Место          | Инд         | Спр         | Спр         | Эст         | Пр          | Спр        | Эст        | Пр         | Спр        | Пр         | МС         | Спр     | Пр      | См      | ОСм     | Спр     | Эст     | МС      | Инд      | МС       | Эст      | См         | Спр        | Пр         | Инд        | ОСм        | Эст        | МС         | Эст        | Спр        | Пр         | Спр        | Пр         | См         | ОСм        | Спр       | Пр        | МС        |
| 459            | 21             | 26          | 14          | 33          | 4           | 28          | 32         | 4          | 19         | 38         | 18         | 20         | 16      | 16      | —       | 9       | 10      | 4       | 6       | —        | 28       | 3        | —          | 19         | 17         | 61         | —          | 3          | 15         | 2          | 34         | 24         | 16         | 10         | —          | 5          | 21        | 45        | 17        |

| 2019/2020 Итоги | 2019/2020 Итоги | Эстерсунд | Эстерсунд | Эстерсунд | Эстерсунд | Эстерсунд | Хохфильцен | Хохфильцен | Хохфильцен | Анси | Анси | Анси | Оберхоф | Оберхоф | Оберхоф | Рупольдинг | Рупольдинг | Рупольдинг | Поклюка | Поклюка | Поклюка | Поклюка | ЧМ Антхольц | ЧМ Антхольц | ЧМ Антхольц | ЧМ Антхольц | ЧМ Антхольц | ЧМ Антхольц | ЧМ Антхольц | Нове-Место | Нове-Место | Нове-Место | Контиолахти | Контиолахти | Контиолахти | Контиолахти | Холменколлен | Холменколлен | Холменколлен |
| Очков           | Место           | Сусм      | См        | Спр       | Инд       | Эст       | Спр        | Пр         | Эст        | Спр  | Пр   | МС   | Спр     | МС      | Эст     | Спр        | Пр         | Эст        | Сусм    | См      | Инд     | МС      | См          | Спр         | Пр          | Инд         | Сусм        | Эст         | МС          | Спр        | Эст        | МС         | Спр         | Пр          | Сусм        | См          | Спр          | Пр           | МС           |
| 422             | 15              | 12        | —         | 3         | 8         | 4         | 4          | 11         | 6          | 28   | 30   | 29   | 4       | 10      | —       | 17         | 23         | 4          | —       | 4       | 38      | 11      | 6           | 12          | 55          | _           | 7           | 4           | 28          | 38         | —          | 16         | 14          | 46          | отм         | отм         | отм          | отм          | отм          |

| 2018/2019 Итоги | 2018/2019 Итоги | Поклюка | Поклюка | Поклюка | Поклюка | Поклюка | Хохфильцен | Хохфильцен | Хохфильцен | Нове-Место | Нове-Место | Нове-Место | Оберхоф | Оберхоф | Оберхоф | Рупольдинг | Рупольдинг | Рупольдинг | Антхольц | Антхольц | Антхольц | Канмор | Канмор | Солт-Лейк-Сити | Солт-Лейк-Сити | Солт-Лейк-Сити | Солт-Лейк-Сити | ЧМ Эстерсунд | ЧМ Эстерсунд | ЧМ Эстерсунд | ЧМ Эстерсунд | ЧМ Эстерсунд | ЧМ Эстерсунд | ЧМ Эстерсунд | Холменколлен | Холменколлен | Холменколлен |
| Очков           | Место           | Сусм    | См      | Инд     | Спр     | Пр      | Спр        | Пр         | Эст        | Спр        | Пр         | МС         | Спр     | Пр      | Эст     | Спр        | Эст        | МС         | Спр      | Пр       | МС       | Инд    | Эст    | Спр            | Пр             | Сусм           | См             | См           | Спр          | Пр           | Инд          | Сусм         | Эст          | МС           | Спр          | Пр           | МС           |
| 298             | 29              | —       | —       | 20      | 27      | 29      | 19         | 29         | 5          | 18         | 11         | 30         | 20      | 29      | —       | 21         | 5          | 24         | 39       | 53       | 29       | —      | —      | —              | —              | —              | —              | —            | 51           | 35           | —            | 6            | 3            | —            | 18           | 9            | 17           |

| 2017/2018 Итоги | 2017/2018 Итоги | Эстерсунд | Эстерсунд | Эстерсунд | Эстерсунд | Эстерсунд | Хохфильцен | Хохфильцен | Хохфильцен | Анси | Анси | Анси | Оберхоф | Оберхоф | Оберхоф | Рупольдинг | Рупольдинг | Рупольдинг | Антхольц | Антхольц | Антхольц | ОИ Пхёнчхан | ОИ Пхёнчхан | ОИ Пхёнчхан | ОИ Пхёнчхан | ОИ Пхёнчхан | ОИ Пхёнчхан | Контиолахти | Контиолахти | Контиолахти | Контиолахти | Холменколлен | Холменколлен | Холменколлен | Тюмень | Тюмень | Тюмень |
| Очков           | Место           | Сусм      | См        | Инд       | Спр       | Пр        | Спр        | Пр         | Эст        | Спр  | Пр   | МС   | Спр     | Пр      | Эст     | Инд        | Эст        | МС         | Спр      | Пр       | МС       | Спр         | Пр          | Инд         | МС          | См          | Эст         | Спр         | Сусм        | См          | МС          | Спр          | Пр           | Эст          | Спр    | Пр     | МС     |
| 145             | 38              | 8         | —         | —         | 32        | 33        | 17         | 19         | 8          | 20   | 25   | 30   | 21      | 26      | —       | 45         | —          | —          | 48       | 33       | —        | 83          | —           | 28          | —           | 9           | —           | 87          | —           | —           | —           | 70           | —            | —            | —      | —      | —      |

| 2016/2017 Итоги | 2016/2017 Итоги | Эстерсунд | Эстерсунд | Эстерсунд | Эстерсунд | Эстерсунд | Поклюка | Поклюка | Поклюка | Нове-Место | Нове-Место | Нове-Место | Оберхоф | Оберхоф | Оберхоф | Рупольдинг | Рупольдинг | Рупольдинг | Антхольц | Антхольц | Антхольц | ЧМ Хохфильцен | ЧМ Хохфильцен | ЧМ Хохфильцен | ЧМ Хохфильцен | ЧМ Хохфильцен | ЧМ Хохфильцен | Пхёнчхан | Пхёнчхан | Пхёнчхан | Контиолахти | Контиолахти | Контиолахти | Контиолахти | Холменколлен | Холменколлен | Холменколлен |
| Очков           | Место           | Сусм      | См        | Инд       | Спр       | Пр        | Спр     | Пр      | Эст     | Спр        | Пр         | МС         | Спр     | Пр      | МС      | Эст        | Спр        | Пр         | Инд      | Эст      | МС       | См            | Спр           | Пр            | Инд           | Эст           | МС            | Спр      | Пр       | Эст      | Спр         | Пр          | Сусм        | См          | Спр          | Пр           | МС           |
| 235             | 35              | —         | —         | —         | 16        | 17        | 10      | 7       | 2       | 48         | 32         | 6          | 95      | —       | 15      | 2          | 59         | —          | 87       | —        | —        | —             | —             | —             | —             | —             | —             | —        | —        | —        | 27          | 19          | —           | 4           | 31           | 51           | —            |

| 2015/2016 Итоги | 2015/2016 Итоги | Эстерсунд | Эстерсунд | Эстерсунд | Эстерсунд | Эстерсунд | Хохфильцен | Хохфильцен | Хохфильцен | Поклюка | Поклюка | Поклюка | Рупольдинг | Рупольдинг | Рупольдинг | Рупольдинг | Рупольдинг | Рупольдинг | Антхольц | Антхольц | Антхольц | Канмор | Канмор | Канмор | Канмор | Преск-Айл | Преск-Айл | Преск-Айл | ЧМ Холменколлен | ЧМ Холменколлен | ЧМ Холменколлен | ЧМ Холменколлен | ЧМ Холменколлен | ЧМ Холменколлен | Ханты-Мансийск | Ханты-Мансийск |
| Очков           | Место           | Сусм      | См        | Инд       | Спр       | Пр        | Спр        | Пр         | Эст        | Спр     | Пр      | МС      | Спр        | Пр         | МС         | Инд        | Эст        | МС         | Спр      | Пр       | Эст      | Спр    | МС     | Сусм   | См     | Спр       | Пр        | Эст       | См              | Спр             | Пр              | Инд             | Эст             | МС              | Спр            | Пр             |
| 9               | 91              | —         | —         | —         | —         | —         | —          | —          | —          | —       | —       | —       | 44         | 38         | —          | —          | —          | —          | —        | —        | —        | —      | —      | —      | —      | —         | —         | —         | —               | —               | —               | —               | —               | —               | 58             | 35             |

| 2014/2015 Итоги | 2014/2015 Итоги | Эстерсунд | Эстерсунд | Эстерсунд | Эстерсунд | Хохфильцен | Хохфильцен | Хохфильцен | Поклюка | Поклюка | Поклюка | Оберхоф | Оберхоф | Оберхоф | Рупольдинг | Рупольдинг | Рупольдинг | Антхольц | Антхольц | Антхольц | Нове Место | Нове Место | Нове Место | Нове Место | Холменколлен | Холменколлен | Холменколлен | ЧМ Контиолахти | ЧМ Контиолахти | ЧМ Контиолахти | ЧМ Контиолахти | ЧМ Контиолахти | ЧМ Контиолахти | Ханты-Мансийск | Ханты-Мансийск | Ханты-Мансийск |
| Очков           | Место           | См        | Инд       | Спр       | Пр        | Спр        | Эст        | Пр         | Спр     | Пр      | МС      | Эст     | Спр     | МС      | Эст        | Спр        | МС         | Спр      | Пр       | Эст      | Сусм       | См         | Спр        | Пр         | Инд          | Спр          | Эст          | См             | Спр            | Пр             | Инд            | Эст            | МС             | Спр            | Пр             | МС             |
| 38              | 69              | —         | —         | —         | —         | —          | —          | —          | —       | —       | —       | —       | —       | —       | —          | —          | —          | —        | —        | —        | —          | —          | 17         | 27         | —            | —            | —            | —              | —              | —              | —              | —              | —              | 80             | —              | —              |

### Результаты сезонов
| Сезон     | Возраст | Общий | Индивидуальная | Спринт | Преследование | Масс-старт |
| --------- | ------- | ----- | -------------- | ------ | ------------- | ---------- |
| 2020/2021 | 27      | 20    | 41             | 20     | 18            | 13         |